# Wissant
Wissant település Franciaországban, Pas-de-Calais megyében. Lakosainak száma 847 fő (2022. január 1.). Wissant Audembert, Escalles, Hervelinghen és Tardinghen községekkel határos.

## Népesség
A település népessége az elmúlt években az alábbi módon változott:
| Lakosok száma | 1016 | 998  | 988  | 1003 | 939  | 896  | 854  | 850  | 848  | 847  |
|               | 2013 | 2014 | 2015 | 2016 | 2017 | 2018 | 2019 | 2020 | 2021 | 2022 |